# Suburbicon: Temné předměstí
Suburbicon: Temné předměstí (v anglickém originále Suburbicon) je americký kriminální komediální film z roku 2017. Režíroval jej George Clooney podle scénáře, na němž se kromě něho podíleli také bratři Coenové a Grant Haslov. Hlavní role hrají Matt Damon, Julianne Moore a Oscar Isaac.
Film byl promítán na Benátském filmovém festivalu 2. září 2017 a na Mezinárodním filmovém festivalu v Torontu. Do kin byl uveden 27. října 2017 a v České republice 9. listopadu 2017.

## Obsazení
- Matt Damon jako Gardner Lodge, Nickův otec
- Julianne Moore jako Rose/Nancy/Margaret
- Oscar Isaac jako Bud Cooper
- Noah Jupe jako Nicky Lodge, Gardner’s son
- Glenn Fleshler jako Ira Sloan, zabiják
- Megan Ferguson jako June
- Jack Conley jako Hightower
- Gary Basaraba jako strýc Mitch
- Michael D. Cohen jako Stretch

## Přijetí

### Tržby
V Severní Americe byl oficiálně uveden 27. května 2016, společně s filmy Thank You for Your Service a Jigsaw. Za první víkend je projektován výdělek 8 milionů dolarů z 2 046 kin.

### Recenze
Film získal pozitivní recenze od kritiků. Na recenzní stránce Rotten Tomatoes získal ze 104 započtených recenzí 29 procent s průměrným ratingem 4,9 bodů z deseti. Na serveru Metacritic snímek získal z 37 recenzí 43 bodů ze sta.

## Ocenění a nominace
| Rok  | Ocenění/Festival          | Kategorie                        | Nominovaný     | Výsledek  |
| ---- | ------------------------- | -------------------------------- | -------------- | --------- |
| 2017 | Benátský filmový festival | Zlatý lev                        | George Clooney | nominace  |
| 2017 | Benátský filmový festival | Ocenění Green Drop               | George Clooney | nominace  |
| 2017 | Benátský filmový festival | Ocenění Fondazione Mimmo Rotella | George Clooney | vítězství |
| 2017 | Benátský filmový festival | Ocenění Fragiacomo               | George Clooney | vítězství |
| 2017 | Benátský filmový festival | Ocenění Franca Sozzani           | Julianne Moore | vítězství |